# Snabelslidmöss
Snabelslidmöss (Solenodontidae) är en familj i ordningen äkta insektsätare. Familjen består av ett enda släkte (Solenodon) med två levande och två utdöda arter. De levande arterna förekommer enbart på de karibiska öarna. De listas som hotade.
Snabelslidmöss är aktiva på natten och livnär sig av ryggradslösa djur, mindre ödlor och växtdelar. De påminner om näbbmöss och kan orientera sig med hjälp av ekolokalisering.
Det vetenskapliga namnet bildas av grekiska solen (kanal, pipa) och odous (tand). Det syftar på en ränna i de nedre framtänderna. Ursprungligen antogs att arternas giftiga saliv flyter genom rännan.

## Systematik

### Yttre systematik
Snabelslidmöss räknas till ordningen äkta insektsätare (Eulipotyphla). Ordningen har en omväxlande systematisk historia. Flera taxa ordnades ut respektive in. Även efter molekylärgenetiska undersökningar är evolutionen inom ordningen omstridd. Som snabelslidmössens närmaste släktingar räknas den utdöda familjen Nesophontidae, som liknade näbbmöss och som levde fram till européernas ankomst i Karibien.
Enligt en teori var dessa två familjer de sista medlemmar i en grupp insektsätare som förekom sedan mesozoikum över hela Amerika. Hittills är inga fossil kända som bekräftar teorin.

### Inre systematik

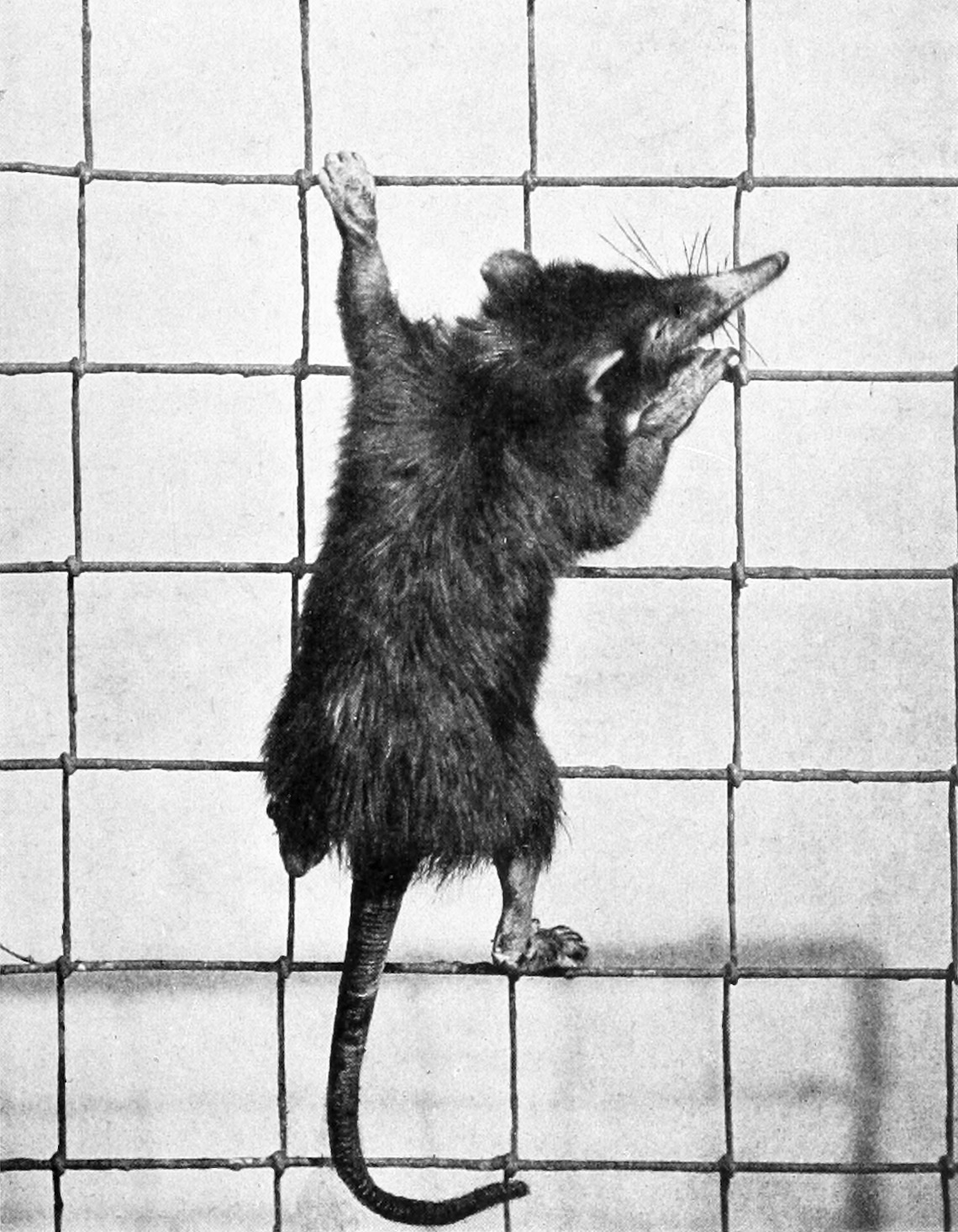
Solenodon cubanus

Familjen snabelslidmöss består av fyra arter (däribland två utdöda) som alla tillhör släktet Solenodon:
- Kubasnabelslidmus (Solenodon cubanus) förekommer på Kuba, har mörka hår och är en av de recenta arterna. Vissa zoologer listar arten i ett eget släkte, Atopogale.
- Haitisnabelslidmus (Solenodon paradoxus) är den andra recenta arten, har kortare och ljusare päls och förekommer på Hispaniola.
- Solenodon arredondoi är utdöd. Den levde på Kuba och hade en kroppslängd mellan 45 och 55 centimeter samt en uppskattad vikt mellan 1,5 och 2 kilogram. Den var alltså betydligt större än dagens arter. Det är oklart när arten dog ut men det antas att den fanns kvar när indianerna bosatte sig på ön.
- Solenodon marcanoi är likaså utdöd. Den var mindre än de två förstnämnda arterna och levde på Hispaniola. Kvarlevor av arten hittades tillsammans med ben av råttor och därför antas att arten dog ut efter européernas ankomst. Ibland listas den i ett eget släkte, Antillogale.

Alla kända fossil av snabelslidmöss finns från holocen eller yngre epoker.

## Utseende
Snabelslidmöss påminner till sitt yttre om stora och kraftiga näbbmöss. De når en kroppslängd mellan 28 och 39 centimeter och därtill kommer en 18 till 26 centimeter lång svans. Vikten för dessa djur ligger mellan 0,8 och 1 kg. Pälsens färg varierar mellan rödbrun och svart. Solenodon cubanus är vanligen mörkare och har en längre samt mjukare päls än den andra arten. Svansen och extremiteterna saknar hår.
Som hos alla medlemmar i ordningen Eulipotyphla finns fem tår vid varje fot som är utrustade med klor. Klorna vid de främre extremiteterna är betydligt längre och mer böjda än vid de bakre extremiteterna. Tummen och stortån är inte motsättliga. Snabelslidmöss har körtlar som avsöndrar vätska. Vätskans lukt påminner om lukten hos getter.
Påfallande är djurens långa snabel som har ett bärande ben (Praenasale) i sitt inre. Näsöppningarna ligger på varje sida av snabeln. Skallen är som hos många arter i ordningen långsträckt, ögonen är jämförelsevis små och öronen saknar delvis hår. Öronen är synliga utanför pälsen.
Tandformeln är I 3/3 C 1/1 P 3/3 M 3/3, alltså sammanräknad 40 tänder. Mellan första och andra framtanden i överkäken finns en klaff (diastema). Ungdjurens första tänder är mjölktänder som senare ersättas med de blivande tänderna. Snabelslidmöss är den andra gruppen i infraklassen högre däggdjur (bredvid näbbmöss) som är giftiga. De producerar ett nervgift i samma körtlar som framställer saliv. På så sätt kan de fälla större byten än ogiftiga däggdjur av samma storlek. Då det observerats att individer som bitits av andra snabelslidmöss dött efteråt, antas det att snabelslidmöss inte är immuna mot sitt eget gift när det hamnar i blodet.

## Utbredning och habitat
Snabelslidmöss lever endemiskt på Stora Antillerna. Solenodon cubanus förekommer på Kuba och Solenodon paradoxus på Hispaniola (Haiti och Dominikanska republiken). Även alla utdöda arter fanns på dessa två öar. Habitatet utgörs huvudsakligen av skogar. Ibland hittas de även i buskage nära odlingsmark.

## Ekologi
Dessa djur är främst aktiva på natten. De vistas på marken och lever delvis underjordiskt. De vilar i bergssprickor, håligheter i träd, naturliga grottor eller självgrävda enkla bon. Bara under parningstiden skapar de bon som håller en längre tid. Ibland gräver de komplexa tunnelsystem i mjuk jord som viloplats eller för att komma åt underjordiska födokällor. Ovanpå marken har de svårt att gå men vid fara når de högre hastigheter.
Snabelslidmöss skapar klickljud med frekvenser mellan 9 000 och 31 000 hertz. Det antas att de använder ljudet, liksom näbbmöss, för ekolokaliseringen.
Det är inte mycket känt om deras sociala beteende. För Solenodon paradoxus är bekant, att den lever i mindre grupper av upp till åtta individer som delar ett gemensamt bo. Ungdjur stannar ofta i föräldrarnas bo eller lever i närheten.

## Föda
Snabelslidmöss hittar sin föda på marken eller under jorden och gräver därför med den spetsiga nosen. Ibland använder de sina klor för att öppna hård jord eller trädbark. De är allätare men livnär sig huvudsakligen av animalisk föda. De äter huvudsakligen ryggradslösa djur som dubbelfotingar, insekter och daggmaskar men äter även ryggradsdjur som mindre ödlor. I mindre mått äter de även frukter och andra växtdelar.

## Fortplantning
Snabelslidmöss fortplantar sig inte lika ofta som andra däggdjur av samma storlek.
Det är inte mycket känt om arternas sätt att fortplanta sig. Honor har ett par spenar vid ljumsken och har förmåga att para sig två gånger per år. Det finns troligen ingen särskild parningstid. Efter dräktigheten som varar i cirka 50 dagar föds ett eller sällan två ungdjur. Honan skapar före födelsen ett bo där ungdjuren tillbringar sina första veckor. Ungarna väger i början mellan 40 och 55 gram, är blinda och saknar hår. Efter ungefär 75 dagar slutar honan att ge di.
Den äldsta kända individen i fångenskap blev 11 år gammal. Livslängden i naturen är okänd.

## Hot
Innan européerna kom till de nämnda öarna hade snabelslidmössen nästan inga naturliga fiender utan jagades bara av rovfåglar. Människan införde tamhundar, tamkatter och javanesisk mungo (Herpestes javanicus) som utgör ett allvarligt hot mot snabelslidmöss. Dessutom förstörs levnadsområdet som omvandlas till odlingsmark och boplatser.
Solenodon cubanus räknades i mitten av 1900-talet som utrotad men omkring 1970 hittades några individer i Kubas östra delar. Ändå är arten sällsynt. Populationen av Solenodon paradoxus lever i olika från varandra skilda områden på Hispaniola. Hela utbredningsområdet är mindre än 500 km². Bägge arterna lever idag i avlägsna och små områden.
IUCN listar bägge arter som starkt hotade (endangered) och befarar att populationen kommer minska ytterligare.